# Ouzbékistan aux Jeux olympiques d'été de 1996
L'Ouzbékistan participe aux Jeux olympiques d'été de 1996 à Atlanta. Il s'agit de sa 1re participation aux Jeux d'été après la séparation de l'URSS. La délégation est composée de 71 athlètes engagés dans 12 sports différents.